# Испания на зимних Паралимпийских играх 2018
Испания на зимних Паралимпийских играх 2018 года в Пхёнчхане была представлена тремя спортсменами (Ян Сантакана Майстегу, Астрид Фина Паредес и Виктор Мануэль Гонсалез Фернандез) и одним спортсменом-гидом (Мигель Гомендо Гарсес) в соревнованиях по горнолыжному спорту и сноуборду.

## Медали
| Серебро |                                                       |                                                                   |          |
| №       | Спортсмены                                            | Вид спорта (дисциплина)                                           | Дата     |
| 1       | Ян Сантакана Майстегу ведущий - Мигель Гомендо Гарсес | Горнолыжный спорт (мужчины, суперкомбинация, с нарушением зрения) | 13 марта |
| Бронза  |                                                       |                                                                   |          |
| №       | Спортсмены                                            | Вид спорта (дисциплина)                                           | Дата     |
| 1       | Астрид Фина Паредес                                   | Сноуборд (женщины, сноуборд-кросс)                                | 12 марта |

## Состав

### Горнолыжный спорт
1. Ян Сантакана Майстегу (ведущий - Мигель Гомендо Гарсес)

### Сноуборд
1. Астрид Фина Паредес
2. Виктор Мануэль Гонсалез Фернандез

## Результаты соревнований

### Горнолыжный спорт

#### Мужчины
| Соревнования      | Класс               | Спортсмены                                            | Заезд 1/ Скоростной спуск | Заезд 1/ Скоростной спуск | Заезд 2/ Слалом      | Заезд 2/ Слалом      | Заезд 3/ Кросс | Заезд 3/ Кросс | Время   | Место |
| Соревнования      | Класс               | Спортсмены                                            | Время                     | Место                     | Время                | Место                | Время          | Место          | Время   | Место |
| ----------------- | ------------------- | ----------------------------------------------------- | ------------------------- | ------------------------- | -------------------- | -------------------- | -------------- | -------------- | ------- | ----- |
| Скоростной спуск  | С нарушением зрения | Ян Сантакана Майстегу ведущий - Мигель Гомендо Гарсес | 1:32.82                   | 6                         | отменены             | отменены             | отменены       | отменены       | 1:27.40 | 4     |
| Супер-гигант      | С нарушением зрения | Ян Сантакана Майстегу ведущий - Мигель Гомендо Гарсес | Нет данных                | Нет данных                | Нет данных           | Нет данных           | Нет данных     | Нет данных     | 1:29.01 | 4     |
| Суперкомбинация   | С нарушением зрения | Ян Сантакана Майстегу ведущий - Мигель Гомендо Гарсес | 1:27.34                   | 3                         | 47.79                | 2                    | Нет данных     | Нет данных     | 2:15.13 | 2     |
| Слалом            | С нарушением зрения | Ян Сантакана Майстегу ведущий - Мигель Гомендо Гарсес | DNF                       | DNF                       | Завершил выступление | Завершил выступление | Нет данных     | Нет данных     | —       | —     |
| Гигантский слалом | С нарушением зрения | Ян Сантакана Майстегу ведущий - Мигель Гомендо Гарсес | 1:10.43                   | 6                         | 1:09.91              | 7                    | Нет данных     | Нет данных     | 2:20.34 | 7     |

### Сноуборд

#### Мужчины
| Соревнование   | Спортстмен                   | Квалификация | Квалификация | 1/8 финала | 1/8 финала | Четвертьфинал        | Четвертьфинал        | Полуфинал            | Полуфинал            | Финал                | Итоговое место |
| Соревнование   | Спортстмен                   | Результат    | Место        | Заезд      | Место      | Заезд                | Место                | Заезд                | Место                | Финал                | Итоговое место |
| -------------- | ---------------------------- | ------------ | ------------ | ---------- | ---------- | -------------------- | -------------------- | -------------------- | -------------------- | -------------------- | -------------- |
| Сноуборд-кросс | Виктор М. Гонсалез Фернандез | 1:49.68      | 13           | 4          | 2          | завершил выступление | завершил выступление | завершил выступление | завершил выступление | завершил выступление | 13             |

| Соревнование | Спортсмен                    | 1 попытка | 2 попытка | 3 попытка | Место |
| ------------ | ---------------------------- | --------- | --------- | --------- | ----- |
| Слалом       | Виктор М. Гонсалез Фернандез | 1:21.59   | DSQ       | DNF       | 12    |

#### Женщины
| Соревнование   | Спортстмен          | Квалификация | Квалификация | 1/8 финала    | 1/8 финала    | Четвертьфинал | Четвертьфинал | Полуфинал | Полуфинал | Финал                 | Итоговое место |
| Соревнование   | Спортстмен          | Результат    | Место        | Заезд         | Место         | Заезд         | Место         | Заезд     | Место     | Финал                 | Итоговое место |
| -------------- | ------------------- | ------------ | ------------ | ------------- | ------------- | ------------- | ------------- | --------- | --------- | --------------------- | -------------- |
| Сноуборд-кросс | Астрид Фина Паредес | 1:23.11      | 5            | не проводился | не проводился | 2             | 1             | 1         | 2         | завершила выступление | 3              |

| Соревнование | Спортсмен           | 1 попытка | 2 попытка | 3 попытка | Место |
| ------------ | ------------------- | --------- | --------- | --------- | ----- |
| Слалом       | Астрид Фина Паредес | 1:10.54   | 1:26.35   | 1:07.11   | 12    |